# Thalassocratie
Een thalassocratie (Oudgrieks: Θαλασσοκρατία / thalassokratía, van θάλασσα / thálassa (« zee ») en κρατείν / krateín (« macht hebben over, heersen ») is de naam die reeds in de Griekse oudheid werd gebruikt om een maatschappij aan te duiden die de macht had op zee of deze nastreefde. Essentieel voor een thalassocratie was een vloot, die zowel een handels- als oorlogsvloot kon zijn.
Het antoniem van thalassocratie is tellurocratie, een landinwaarts gerichte mogendheid. 

## Geschiedenis

### Oudheid

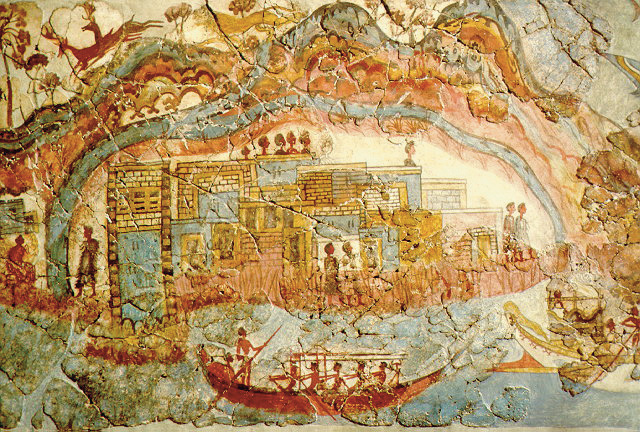
Deze fresco van de Minoïsche handelskolonie (?) Akrotiri op Thera wordt beschouwd als een verwijzing naar de Minoïsche thalassocratie.

De Minoïsche beschaving op Kreta was mogelijk de eerste thalassocratie van de westerse wereld. Daarover is echter weinig informatie voorhanden, want de overgeleverde kleitabletten zijn nog niet ontcijferd. Wel is zeker dat de Minoïsche paleizen een uitgebreid handelsnetwerk hadden in het Egeïsche Zeegebied. Of het om een werkelijke thalassocratie ging, is tot op heden een punt van discussie.
Een andere vroege thalassocratie was die van de Feniciërs, en meer in het bijzonder die van Tyrus en Sidon, en later ook Carthago, dat ontstond als een kolonie van Tyrus en later een zelfstandige mogendheid werd. Deze was vooral gebaseerd op het uitgebreide handelsnetwerk van de Feniciërs en hun vele koloniën in het Middellandse Zeegebied.
Volgens Herodotus (III 122.) meende de tiran Polycrates van het Griekse Samos in de 6e eeuw v.Chr. door het nastreven van een Samische thalassocratie de Fenicische te kunnen bestrijden en zijn macht te kunnen uitbreiden over Ionië. Hoewel dit streven voor Polycrates niet succesvol bleek, was het idee van de thalassocratie (opnieuw?) in de belangstelling gekomen bij de Grieken.
In een poging om een continuïteit aan te tonen in de geschiedenis van Griekenland stelde Eusebius van Caesarea (Chronica p. 225) – aan de hand van het werk van Diodoros van Sicilië – de volgende lijst van opeenvolgende thalassocratieën op:
1. De Lydiërs en Maeones - voor 92 jaren
2. De Pelasgen - voor 85 jaren
3. De Thraciërs - voor 79 jaren
4. De Rhodiërs - voor 23 jaren
5. De Phrygiërs - voor 25 jaren
6. De Cyprioten - voor 33 jaren
7. De Feniciërs - voor 45 jaren
8. De Egyptenaren - voor [..] jaren
9. De Milesiërs - voor [..] jaren
10. [De Cariërs - voor .. jaren]
11. De Lesbiërs - voor [..] jaren
12. De Phocaeanen - voor 44 jaren
13. De Samiërs - voor [..] jaren
14. De Spartanen - voor 2 jaren
15. De Naxiërs - voor 10 jaren
16. De Eritreërs - voor 15 jaren
17. De Aegineten - voor 10 jaren

Ook de Zeevolken van rond 1200 v.Chr. kunnen als een thalassocratie worden beschouwd, daar ze voor een bepaalde periode het Oostelijke Middellandse Zeegebied beheersten en de grootste rijken uit de regio teisterden.
De eerste duidelijk historisch geattesteerde thalassocratie was waarschijnlijk die van de polis Athene in de 5e eeuw v.Chr. door middel van de Attisch-Delische Zeebond. Athene en zijn bond zouden in de Peloponnesische Oorlog pas worden verslagen, nadat Sparta een eigen oorlogsvloot had opgebouwd.
Ook Alexander de Grote zou aan den lijve ondervinden dat een vloot achter de hand hebben handig kon zijn.

## Middeleeuwen

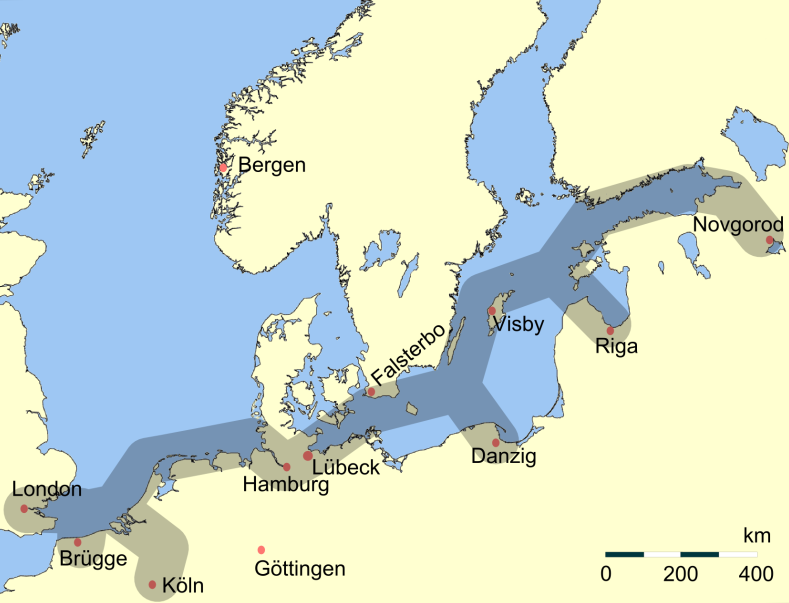
De voornaamste handelsrouten van de Hanze.

In de vroege middeleeuwen (ca. 500–1000) ontwikkelden vele kuststeden van de Mezzogiorno zich tot kleinere thalassocratieën, wier troeven de ligging van hun havens en hun maritieme bekwaamheid waren zodat zij bevriende kusten konden verdedigen en vijandelijke plunderen. Deze kuststeden omvatten de uiteenlopend Griekse, Lombardische, Angevijnse en Saraceense hertogdommen van Gaeta, Sicilië, Napels, Pisa, Salerno, Amalfi, Bari en Sorrento. Later ontwikkelde Noord-Italië zijn eigen handelsrijken, zich baserend op de republiek Pisa en vooral de machtige republiek Genua, die wedijverde met de republiek Venetië.
Dé thalassocratie van de late middeleeuwen en tijdens de renaissance was zonder twijfel de republiek Venetië, dat de meest uitgebreide vloot had van die tijd en ook de meest efficiënte scheepswerven. Haar protegé, de republiek Ragusa, kon in haar schaduw uitgroeien tot een kleinere thalassocratie. Dergelijke republieken in Italië en Dalmatië werden aangeduid als maritieme republieken. De Oost- en Noordzee werden in de middeleeuwen dan weer door het handelsnetwerk van de Hanze overheerst.

## Nieuwe tijd
Het was in de nieuwe tijd, de tijd van ontdekkingen, dat de veel grotere thalassocratieën ontstonden, die zich uitbreidden over alle wereldzeeën. Zij vestigen vanuit hun Europese moederland koloniale rijken die afhingen van de suprematie ter zee. De eerste onder hen was eind 15e eeuw het Portugese Rijk, dat spoedig door het Spaanse Rijk werd ingehaald en overtroffen. Toen in 1580 Portugal toeviel aan de Spaanse kroon, werd het in feite een groot koloniaal rijk. Het werd als spoedig uitgedaagd door de Nederlandse Republiek, waarbij naast handel de eigen onafhankelijkheidsstrijd tegen Spanje ook een belangrijk motief was. Ook de Engelsen begonnen eind 16e eeuw de wereldzeeën te verkennen. In de 17e eeuw vond Lodewijk XIV het tijd dat Frankrijk zich ook overzee liet gelden en dat gebeurde ook. In de 18e eeuw maakte het Britse Rijk een enorme ontwikkeling door, die eind 19e eeuw een hoogtepunt bereikte. Het steunde op de verreweg machtigste marine van die tijd. Er ontstond mede door technologische ontwikkelingen een maritieme wapenwedren vanaf het einde van de 19e eeuw, voornamelijk tussen Duitsland en Groot-Brittannië, maar ook Frankrijk, die bijdroeg aan het uitbreken van de Eerste Wereldoorlog. Het einde van kolonialisme en het verlenen van onafhankelijkheid aan de kolonies betekende het einde van de Europese thalassocratieën die de oceanen eeuwenlang hadden beheerst. Tegenwoordig kan men misschien de Verenigde Staten nog als een thalassocratie beschouwen, omdat de Amerikaanse marine overal ter wereld nog haar macht kan laten gelden.